# Harplinge
Harplinge is een plaats in de gemeente Halmstad in het landschap Halland en de provincie Hallands län. De plaats heeft 1454 inwoners (2005) en een oppervlakte van 135 hectare.

## Geboren
- Stellan Bengtsson (1952), tafeltennisser
- Mariette Hansson (1983), zangeres